# صيدا (مسيسيبي)
صيدا (بالإنجليزية: Sidon, Mississippi)‏ هي بلدة تقع في مقاطعة ليفلور (ميسيسيبي) بولاية مسيسيبي في الولايات المتحدة. تبلغ مساحتها 0.3 (كم²)، وترتفع عن سطح البحر 38 م، بلغ عدد سكانها 672 نسمة في عام 2000 حسب إحصاء مكتب تعداد الولايات المتحدة وتصل الكثافة السكانية فيها 2082.9 نسمة/كم2.

## التركيبة السكانية
حدّد مكتب تعداد الولايات المتحدة بيانات التركيبة السكانية لصيدا في تعداد الولايات المتحدة. في ما يلي، التركيبة السكانية حسب تعدادي 2000 و2010.

### تعداد عام 2000
بلغ عدد سكان صيدا 672 نسمة بحسب تعداد عام 2000، وبلغ عدد الأسر 215 أسرة وعدد العائلات 158 عائلة مقيمة في البلدة. في حين سجلت الكثافة السكانية 2,100 نسمة لكل كيلومتر مربع (5,439.0/ميل2). وبلغ عدد الوحدات السكنية 220 وحدة بمتوسط كثافة قدره 687.5 لكل كيلومتر مربع (1,780.6/ميل2).
وتوزع التركيب العرقي للبلدة بنسبة 14.88% من البيض و83.33% من الأمريكيين الأفارقة و0.89% من الأمريكيين ذوي الأصول الآسيوية و0.89% من عرقين مختلطين أو أكثر و0.60% من الهسبانيون أو اللاتينيون من أي عرق.
بلغ عدد الأسر 215 أسرة كانت نسبة 51.6% منها لديها أطفال تحت سن الثامنة عشر تعيش معهم، وبلغت نسبة الأزواج القاطنين مع بعضهم البعض 32.6% من أصل المجموع الكلي للأسر، ونسبة 35.3% من الأسر كان لديها معيلات من الإناث دون وجود شريك،  بينما كانت نسبة 5.6% من الأسر لديها معيلون من الذكور دون وجود شريكة وكانت نسبة 26.5% من غير العائلات. تألفت نسبة 23.7% من أصل جميع الأسر من عدة أفراد يعيشون في نفس المنزل ونسبة 7% كانت تتألف من شخص يعيش بمفرده يبلغ من العمر 65 عاماً أو أكثر. وبلغ متوسط حجم الأسرة المعيشية 3.13، أما متوسط حجم العائلات فبلغ 3.75.
بلغ العمر الوسطي للسكان 23.3 عاماً. وكانت نسبة 41.4% من القاطنين تحت سن الثامنة عشر، وكانت نسبة 11.3% بين الثامنة عشر والرابعة والعشرين عاماً، ونسبة 28.9% كانت واقعةً في الفئة العمرية ما بين الخامسة والعشرين والرابعة والأربعين عاماً، ونسبة 11% كانت ما بين الخامسة والأربعين والرابعة والستين، ونسبة 7.4% كانت ضمن فئة الخامسة والستين عاماً فما فوق. يوجد لكل 100 أنثى 83.6 ذكر، ويوجد لكل 100 أنثى في الثامنة عشر من عمرها فما فوق 68.4 ذكر.
بلغ متوسط دخل الأسرة في البلدة 15,435 دولارًا، أما متوسط دخل العائلة فبلغ 14,286 دولارًا. وكان متوسط دخل الذكور 28,625 دولارًا مقابل 17,083 دولارًا للإناث. وسجل دخل الفرد الخاص بالبلدة 6,629 دولارًا. وكانت نسبة 48.1% من العائلات ونسبة 56.9% من السكان تحت خط الفقر، وكان من هؤلاء نسبة 75.5% تحت سن الثامنة عشر ونسبة 22.2% في الخامسة والستين من العمر وما فوق.

### تعداد عام 2010
بلغ عدد سكان صيدا 509 نسمة بحسب تعداد عام 2010، وبلغ عدد الأسر 154 أسرة وعدد العائلات 110 عائلة مقيمة في البلدة. في حين سجلت الكثافة السكانية 1,590.6 نسمة لكل كيلومتر مربع (4,119.6/ميل2). وبلغ عدد الوحدات السكنية 169 وحدة بمتوسط كثافة قدره 528.1 لكل كيلومتر مربع (1,367.8/ميل2).
وتوزع التركيب العرقي للبلدة بنسبة 5.11% من البيض و94.30% من الأمريكيين الأفارقة و0.20% من الأمريكيين ذوي الأصول الآسيوية و0.20% من الأعراق الأخرى و0.20% من عرقين مختلطين أو أكثر و0.79% من الهسبانيون أو اللاتينيون من أي عرق.
بلغ عدد الأسر 154 أسرة كانت نسبة 48.7% منها لديها أطفال تحت سن الثامنة عشر تعيش معهم، وبلغت نسبة الأزواج القاطنين مع بعضهم البعض 33.8% من أصل المجموع الكلي للأسر، ونسبة 32.5% من الأسر كان لديها معيلات من الإناث دون وجود شريك،  بينما كانت نسبة 5.2% من الأسر لديها معيلون من الذكور دون وجود شريكة وكانت نسبة 28.6% من غير العائلات. تألفت نسبة 26% من أصل جميع الأسر من عدة أفراد يعيشون في نفس المنزل ونسبة 3.9% كانت تتألف من شخص يعيش بمفرده يبلغ من العمر 65 عاماً أو أكثر. وبلغ متوسط حجم الأسرة المعيشية 3.31، أما متوسط حجم العائلات فبلغ 4.05.
بلغ العمر الوسطي للسكان 25.5 عاماً. وكانت نسبة 37.3% من القاطنين تحت سن الثامنة عشر، وكانت نسبة 12% بين الثامنة عشر والرابعة والعشرين عاماً، ونسبة 24.4% كانت واقعةً في الفئة العمرية ما بين الخامسة والعشرين والرابعة والأربعين عاماً، ونسبة 22.8% كانت ما بين الخامسة والأربعين والرابعة والستين، ونسبة 3.5% كانت ضمن فئة الخامسة والستين عاماً فما فوق. وتوزع التركيب الجنسي للسكان بنسبة 47.3% ذكور و52.7% إناث.

## أعلام
- إدوين ر. هولمز

## وصلات خارجية
- The US50 - Cities and Towns in Mississippi State
- Mississippi Cities and Towns, Facts, Map, Flag, Colleges, Government, and More